# Damiano Zoffoli
Damiano Zoffoli (Cesenatico, 17 luglio 1960) è un politico e medico italiano.
Dal 1997 al 2005 sindaco di Cesenatico, è stato dal 2015 al 2019 deputato al Parlamento europeo.

## Biografia
Laureato in medicina e chirurgia a Bologna, Zoffoli è un medico dentista e ha lavorato come educatore nei gruppi giovanili cattolici. Attivo negli anni '90 nel PPI, inizia la propria attività politica nel 1997, quando viene eletto Sindaco della natia Cesenatico. Rimane in carica per due mandati, fino al 2005, quando viene eletto consigliere regionale dell'Emilia Romagna, carica per la quale viene rieletto nelle successive elezioni regionali del 2010. Nell'Assemblea regionale è stato Presidente della Commissione Politiche economiche e poi della Commissione Territorio Ambiente e Mobilità.
Nel 2014 si candida alle elezioni europee con il Partito Democratico nella circoscrizione Italia nord-orientale ottenendo 52.233 preferenze e risultando il primo dei non eletti della circoscrizione. Il 18 febbraio 2015 dopo le dimissioni di Alessandra Moretti (che si candida alla Presidenza della Regione Veneto) viene proclamato eurodeputato, incarico che poi mantiene fino al termine della legislatura.

### Membro
- Commissione per l'ambiente, la sanità pubblica e la sicurezza alimentare
- Delegazione per le relazioni con l'Iran (vicepresidente)

### Membro sostituto
- Commissione per lo sviluppo regionale
- Delegazione per le relazioni con il Canada